# Гурджар, Сундар Сингх
Сундар Сингх Гурджар (род. 1 января 1996, Хиндаун, Раджастхан) — индийский легкоатлет-паралимпиец, метатель копья, толкатель ядра и метатель диска. Участвует в соревнованиях класса F46. Бронзовый призёр Паралимпийских игр 2020 года в метании копья (класс F46). Мировой рекордсмен. Лауреат премии Арджуны.

## Биография
Сундар Сингх Гурджар родился 1 января 1996 года. Живёт в Джайпуре.
Потерял ногу после инцидента в доме друзей, когда он пытался помочь собрать конструкцию для укрытия хлева для скота.
Владеет хинди. Признавался, что плохо владеет английским, в связи с чем попадал в неприятные ситуации.

## Спортивная карьера
Начал заниматься метанием копья в 2012 году, ещё до получения травмы. Участвовал на юниорских соревнованиях в Индии.
Тренируется под руководством Махабира Прасада Шайни.
В 2016 году Сундар Сингх Гурджар с первой попытки прошёл квалификацию на Паралимпийские игры в Рио-де-Жанейро в 2016 году, метнув копьё на 59,36 м на Гран-при в Дубае. На Паралимпиаде Сундар не уложился в отведённое время для регистрации на соревнование и был дисквалифицирован (вернее, формально «не вышел на старт»). Это привело к затяжной депрессии и нежелании продолжать заниматься спортом. Тем не менее, тренер сумел возродить желание продолжать соревноваться.
Гурджар установил национальный рекорд с показателем 68,42 м во время 16-го паралимпийского национального чемпионата в Панчкуле. На Гран-при в Дубае Сундар Сингх Гурджар завоевал 3 золотые медали в 3 дисциплинах — метании копья, толкании ядра и метании диска. Он выиграл серебряную медаль в метании копья и бронзовую медаль в метании диска в Паралимпийских Азиатских играх 2018 года.
Во время пандемии коронавируса у него была возможность тренироваться на стадионе в Джайпуре. Тем не менее, ему приходилось жить в общежитии на самом стадионе, чтобы иметь возможность заниматься спортом в лучших условиях, тогда как другие были вынуждены тренироваться дома.
30 августа 2021 года Сундар Сингх выиграл бронзовую медаль в метании копья в классе F46 на летних Паралимпийских играх 2020 года. На пьедестале оказался и другой индиец, Девендра Джаджхария, завоевавший серебро.